# Коболд
Коболд е митично същество от старогерманските предания, популярно от фентъзи книгите и ролевите игри.
Коболдът е малко същество, приличащо на джудже, но по-ниско и с по-дълга брада. Коболдите ходят прегърбени, имат дълги уши и обикновено са зелени на цвят. Смятало се е, че живеят предимно в сребърните мини в Бавария и Саксония, където са причинявали срутвания, застрашавайки живота на миньорите. Според повечето предания коболдите са смесвали среброто със свой вълшебен метал, и сплавта е станала известна като кобалт.